# 海河教育园车辆段
海河教育园车辆段位于天津市津南区海河教育园区同砚路南侧，为天津地铁8号线的车辆段。附近有海河教育园区站。

## 车辆段结构
海河教育园车辆段建筑面积106615m²，主要建筑单体有停车列检库、洗车库、联合检修库、工程车库、物资总库、综合维修中心、出入段线等16个生产办公建筑。停车列检库建筑面积为地上53885.85m²，地下640.54m²，长336.95m，宽149.825m。

## 车辆段历史
- 2019年3月25日，海河教育园区站至双港车辆段出入段线明挖段开始施工。
- 2019年10月14日，海河教育园车辆段开工，参建单位为中铁十二局。
- 2020年4月27日，天津地铁6号线二期工程海河教育园车辆段停车列检库第一榀钢结构顺利吊装，标志着车辆段正式进入主体结构施工阶段。停车列检库是车辆段最大的单体建筑，结构形式为门架式钢结构，建筑面积53750m²，最大单跨跨度23m，共有钢柱371根，钢梁282榀。
- 2020年7月1日，天津地铁6号线二期工程海河教育园车辆段最大混凝土框架单体综合维修中心顺利封顶，标志着车辆段逐渐进入主体结构收尾施工阶段。综合维修中心建筑面积9829.35m²。从2019年10月16日开始依次完成了土方回填、桩基工程、基础结构和主体结构施工。
- 2020年9月9日，天津地铁6号线二期工程海河教育园车辆段正式开始铺轨施工，标志着6号线二期工程进入铺轨施工阶段[1]。
- 2020年9月16日，天津地铁6号线二期出入段左线盾构顺利始发。
- 2020年12月3日，天津地铁6号线项目海河教育园出入段隧道区间右线贯通。
- 2020年12月29日，天津地铁6号线项目海河教育园出入段隧道区间左线贯通。
- 2021年1月15日，天津地铁6号线二期海河教育园车辆段项目所有单体顺利通过主体结构分部工程验收[2]。
- 2021年5月7日，海河教育园车辆段完成热滑试验[3]。
- 2021年12月28日，天津地铁6号线二期开通运营[4]。